# Swamp Thing (película)
Swamp Thing (en España La cosa del pantano, en Hispanoamérica El monstruo del pantano) es una película de ciencia ficción de Estados Unidos, estrenada en 1982, escrita y dirigida por Wes Craven.
Basada en la historia del personaje homónimo de DC Comics, creado por Len Wein y Bernie Wrightson, narra la historia del científico Alec Holland (Ray Wise), que se transforma en el monstruo La Cosa del Pantano (Dick Durock) por culpa de un sabotaje, planeado por Anton Arcane (Louis Jourdan) su antagonista, sucedido en su laboratorio. En la historia, él ayuda a una mujer llamada Alice (Adrienne Barbeau) luchando contra el responsable de todo, un personaje despiadado.

## Argumento
En los pantanos de la sabana de Georgia, el doctor Alec Holland trabaja con su hermana Linda en un proyecto confidencial de bioingeniería de alto nivel para crear un híbrido que sea mitad planta y mitad animal, capaz de prosperar en ambientes de circunstancias extremas. La agente del gobierno Alice Cable aparece cuando Holland tiene un gran avance en su proyecto y, a medida que interactúa con él, comienza a desarrollar sentimientos que van más allá de lo meramente profesional. Sin embargo, un grupo paramilitar dirigido por el malvado Dr. Anton Arcane, quien está obsesionado con la inmortalidad, mata a la hermana de Alec, Linda, intentando robar la fórmula para utilizarla con fines personales. Durante el ataque, Alice logra escapar y Alec cae sobre una gran cantidad de productos químicos, a raíz de lo que su cuerpo se incendia y comienza a correr desesperado cayendo al pantano para, aparentemente, morir. De repente, del pantano sale Alec convertido en una criatura monstruosa, combinación entre planta y animal mutante. A medida que “La Cosa del Pantano” lucha contra las fuerzas paramilitares para proteger a Alice, termina enfrentado contra Anton Arcane, quien también sufrió mutaciones por la fórmula de Holland.

## Reparto
- Ray Wise - Doctor Alec Holland
- Adrienne Barbeau - Alice Cable
- Louis Jourdan - Doctor Anton Arcane
- Dick Durock - La Cosa del Pantano
- David Hess - Ferret
- Nicholas Worth - Bruno
- Don Knight - Harry Ritter
- Al Ruban - Charlie
- Ben Bates - Arcane convertido en monstruo
- Nannette Brown - Doctora Linda Holland
- Reggie Batts - Juez
- Mimi Craven - Secretaria del Doctor Arcano (acreditada como Mimi Meyer)
- Karen Price - Karen
- Bill Erickson - Agente joven
- Dov Gottesfeld - Comando
- Tommy Madden - Bruno
- Garry Westcott - Doble de Louis Jourdan en las escenas de acción (no acreditado)

## Producción
El rodaje tuvo lugar principalmente en los escenarios de la ciudad de Charleston, Carolina del Sur, cerca de la isla Johns. El personaje de Alice Cable es una combinación de dos personajes que aparecen en el cómic original.

## Recepción Crítica
Esta película, recibió en promedio un buen número de críticas positivas. El sitio Web Rotten Tomatoes que se caracteriza por darle una puntuación a las películas, basado en 33 opiniones de varios críticos, le dio un porcentaje de 64%. Roger Ebert dio a la película 3 de 4 posibles estrellas, manifestando que «hay mucha belleza en esta película, si se sabe dónde buscarla».
El autor John Kenneth Muir señala que La cosa del pantano difiere en muchos aspectos del trabajo habitual de Wes Craven, ya que manifiesta que este se dedicaba a otro tipo de situaciones cinematográficas, como acrobacias, entretenimiento, manejo de estrellas de Hollywood, entre otras. Sin embargo, Muir señala que algunos de los temas e imágenes habituales de Craven aparecen en el filme, y también manifiesta que Craven conserva una estrecha relación entre el paisaje y los personajes de sus películas.

## Edición en DVD y Blu-ray
Esta película se editó en formato DVD en el año 2000, únicamente en los Estados Unidos. En el año 2013 se llevó a cabo una nueva edición en formato DVD y Blu-ray con una duración de 91 minutos, en alta definición, que incluía además contenido exclusivo como entrevistas con Adrienne Barbeau, Len Wein y Reggie Batts, así como comentarios del director Wes Craven y otros artistas que participaron en el rodaje original en el año 1982.

## Secuela
En el año 1989 se estrenó una secuela de bajo presupuesto llamada The Return of Swamp Thing.